# Ministère de l'Éducation (Roumanie)
Pour les articles homonymes, voir Ministère de l'Éducation.
Le ministère de l'Éducation nationale (en roumain : Ministerul Educației Naționale) est un ministère roumain qui supervise la politique éducative du pays. Il est dirigé par Daniel David.

## Liste des ministres

### Royaume de Roumanie
| Nom                | Nom                      | de                | à                 | Gouvernement | Parti    |
| ------------------ | ------------------------ | ----------------- | ----------------- | ------------ | -------- |
|                    | Titu Maiorescu           | 22 mars 1888      | 22 mars 1889      |              |          |
|                    | Constantin Boerescu      | 29 mars 1889      | 3 novembre 1889   |              |          |
|                    | Theodor Rosetti          | 5 novembre 1889   | 16 novembre 1889  |              |          |
|                    | Titu Maiorescu           | 16 novembre 1889  | 15 février 1891   |              |          |
|                    | George Dem. Teodorescu   | 21 février 1891   | 21 juillet 1891   |              |          |
|                    | Petru Poni               | 21 juillet 1891   | 26 novembre 1891  |              |          |
|                    | Demetriu Ionescu         | 27 novembre 1891  | 3 octobre 1895    |              |          |
|                    | Petru Poni               | 4 octobre 1895    | 21 novembre 1896  |              |          |
|                    | George Mârzescu          | 21 novembre 1896  | 26 mars 1897      |              |          |
|                    | Spiru Haret              | 31 mars 1897      | 30 mars 1899      |              |          |
|                    | Demetriu Ionescu         | 11 avril 1899     | 9 janvier 1900    |              |          |
|                    | Constantin Istrati       | 9 janvier 1900    | 6 juillet 1900    |              |          |
|                    | Constantin C. Arion      | 7 juillet 1900    | 13 février 1901   |              |          |
|                    | Spiru Haret              | 14 février 1901   | 20 décembre 1904  |              |          |
|                    | Mihail Vlădescu          | 22 décembre 1904  | 24 octobre 1906   |              |          |
|                    | Constantin G. Dissescu   | 24 octobre 1906   | 26 février 1907   |              |          |
|                    | Constantin Istrati       | 26 février 1907   | 12 mars 1907      |              |          |
|                    | Spiru Haret              | 12 mars 1907      | 28 décembre 1910  |              |          |
|                    | Constantin C. Arion      | 29 décembre 1910  | 14 octobre 1912   |              |          |
|                    | Constantin G. Dissescu   | 14 octobre 1912   | 31 décembre 1913  |              |          |
|                    | Ion Gh. Duca             | 4 janvier 1914    | 28 janvier 1918   |              |          |
|                    | Matei Cantacuzino        | 29 janvier 1918   | 4 mars 1918       |              |          |
|                    | Simeon Mehedinți         | 5 mars 1918       | 23 octobre 1918   |              |          |
|                    | Petru Poni               | 24 octobre 1918   | 28 novembre 1918  |              |          |
|                    | Ion Gh. Duca             | 29 novembre 1918  | 12 décembre 1918  |              |          |
|                    | Constantin Angelescu     | 12 décembre 1918  | 26 septembre 1919 |              |          |
|                    | Alexandru Lupescu        | 27 septembre 1919 | 30 novembre 1919  |              |          |
|                    | Octavian Goga            | 5 décembre 1919   | 16 décembre 1919  |              |          |
|                    | Ion Borcea               | 16 décembre 1919  | 12 mars 1920      |              |          |
|                    | Petre P. Negulescu       | 13 mars 1920      | 16 décembre 1921  |              |          |
|                    | Vasile Dumitrescu-Brăila | 17 décembre 1921  | 17 janvier 1922   |              |          |
|                    | Constantin Banu          | 19 janvier 1922   | 30 octobre 1923   |              | PNL      |
|                    | Alexandru Lapedatu       | 30 octobre 1923   | 27 mars 1926      |              |          |
|                    | Vasile Goldiș            | 30 mars 1926      | 3 juin 1927       |              | PNR (en) |
|                    | Alexandru Lapedatu       | 4 juin 1927       | 9 novembre 1928   |              |          |
|                    | Aurel Vlad               | 10 novembre 1928  | 14 novembre 1929  |              | PNȚ      |
| fonction supprimée |                          |                   |                   |              |          |
|                    | Dimitrie Gusti           | 6 juin 1932       | 13 novembre 1933  |              | PNȚ      |
|                    | Constantin Angelescu     | 14 décembre 1933  | 9 juin 1934       |              | PNL      |

### République populaire roumaine
| Nom | Nom                     | de                | à                 | Gouvernement | Parti |
| --- | ----------------------- | ----------------- | ----------------- | ------------ | ----- |
|     | Lotar Rădăceanu         | 30 décembre 1947  | 14 avril 1948     |              | PMR   |
|     | Gheorghe Vasilichi      | 14 avril 1948     | 23 avril 1949     |              | PMR   |
|     | Nicolae Popescu-Doreanu | 23 avril 1949     | 26 septembre 1952 |              | PMR   |
|     | Ion Nistor              | 26 septembre 1952 | 6 octobre 1953    |              | PMR   |
|     | Ilie G. Murgulescu      | 6 octobre 1953    | 24 novembre 1955  |              | PMR   |
|     | Miron Constantinescu    | 24 novembre 1955  | 15 juillet 1957   |              | PMR   |
|     | Athanase Joja           | 15 juillet 1957   | 16 janvier 1961   |              | PMR   |
|     | Ilie G. Murgulescu      | 16 janvier 1961   | 16 avril 1963     |              | PMR   |
|     | Ștefan Bălan            | 16 avril 1963     | 20 août 1965      |              | PMR   |

### République socialiste de Roumanie
| Nom | Nom                  | de               | à                | Gouvernement | Parti |
| --- | -------------------- | ---------------- | ---------------- | ------------ | ----- |
|     | Ștefan Bălan         | 21 août 1965     | 19 août 1969     |              | PCR   |
|     | Miron Constantinescu | 19 août 1969     | 25 novembre 1970 |              | PCR   |
|     | Mircea Malița        | 25 novembre 1970 | 13 octobre 1972  |              | PCR   |
|     | Paul Niculescu-Mizil | 13 octobre 1972  | 16 juin 1976     |              | PCR   |
|     | Suzana Gâdea         | 16 juin 1976     | 28 août 1979     |              | PCR   |
|     | Aneta Spornic        | 28 août 1979     | 28 avril 1982    |              | PCR   |
|     | Ion Teoreanu         | 28 avril 1982    | 22 décembre 1989 |              | PCR   |

### Roumanie[1]
Ministres de l'Éducation depuis la Révolution roumaine de 1989 et la chute du régime communiste.
| Nom | Nom                  | de                | à                 | Gouvernement                | Parti     |
| --- | -------------------- | ----------------- | ----------------- | --------------------------- | --------- |
|     | Mihai Șora           | 26 décembre 1989  | 28 juin 1990      | Roman I                     | FSN       |
|     | Gheorghe Ștefan      | 28 juin 1990      | 16 octobre 1991   | Roman II                    | FSN       |
|     | Mihail Golu          | 16 octobre 1991   | 19 novembre 1992  | Stolojan                    | FSN       |
|     | Liviu Maior          | 19 novembre 1992  | 12 décembre 1996  | Văcăroiu                    | FDSN/PDSR |
|     | Virgil Petrescu      | 12 décembre 1996  | 5 décembre 1997   | Ciorbea                     | PNȚCD     |
|     | Andrei Marga         | 5 décembre 1997   | 28 décembre 2000  | Ciorbea, Vasile et Isărescu | PNȚCD     |
|     | Ecaterina Andronescu | 28 décembre 2000  | 19 juin 2003      | Năstase                     | PSD       |
|     | Alexandru Athanasiu  | 19 juin 2003      | 28 décembre 2004  | Năstase                     | PSD       |
|     | Mircea Miclea        | 28 décembre 2004  | 10 novembre 2005  | Popescu-Tăriceanu           | PD        |
|     | Mihail Hărdău        | 10 novembre 2005  | 5 avril 2007      | Popescu-Tăriceanu           | PD        |
|     | Cristian Adomniței   | 5 avril 2007      | 6 octobre 2008    | Popescu-Tăriceanu           | PNL       |
|     | Anton Anton          | 6 octobre 2008    | 22 décembre 2008  | Popescu-Tăriceanu           | PNL       |
|     | Ecaterina Andronescu | 22 décembre 2008  | 1er octobre 2009  | Boc I                       | PSD       |
|     | Emil Boc             | 1er octobre 2009  | 23 décembre 2009  | Boc I                       | PDL       |
|     | Daniel Funeriu       | 23 décembre 2009  | 9 février 2012    | Boc II                      | PDL       |
|     | Cătălin Baba         | 9 février 2012    | 7 mai 2012        | Ungureanu                   | PDL       |
|     | Ioan Mang            | 7 mai 2012        | 15 mai 2012       | Ponta I                     | PSD       |
|     | Liviu Pop            | 15 mai 2012       | 2 juillet 2012    | Ponta I                     | Sans      |
|     | Ecaterina Andronescu | 2 juillet 2012    | 21 décembre 2012  | Ponta I                     | PSD       |
|     | Remus Pricopie       | 21 décembre 2012  | 17 décembre 2014  | Ponta II et III             | PSD       |
|     | Sorin Cîmpeanu       | 14 décembre 2014  | 17 novembre 2015  | Ponta IV                    | Sans      |
|     | Adrian Curaj         | 17 novembre 2015  | 5 juillet 2016    | Cioloș                      | Sans      |
|     | Mircea Dumitru       | 5 juillet 2016    | 4 janvier 2017    | Cioloș                      | Sans      |
|     | Pavel Năstase        | 4 janvier 2017    | 29 juin 2017      | Grindeanu                   | PSD       |
|     | Liviu Pop            | 29 juin 2017      | 29 janvier 2018   | Tudose                      | PSD       |
|     | Valentin Popa        | 29 janvier 2018   | 28 septembre 2018 | Dăncilă                     | PSD       |
|     | Rovana Plumb         | 28 septembre 2018 | 16 novembre 2018  | Dăncilă                     | PSD       |
|     | Ecaterina Andronescu | 16 novembre 2018  | 2 août 2019       | Dăncilă                     | PSD       |
|     | Daniel Breaz         | 2 août 2019       | 4 novembre 2019   | Dăncilă                     | PSD       |
|     | Monica Anisie        | 4 novembre 2019   | 23 décembre 2020  | Orban I et II               | PNL       |
|     | Sorin Cîmpeanu       | 23 décembre 2020  | 3 octobre 2022    | Cîțu, Ciucă                 | PNL       |
|     | Ligia Deca           | 3 octobre 2022    | 23 décembre 2024  | Ciucă, Ciolacu I            | Sans      |
|     | Daniel David         | 23 décembre 2024  | en fonction       | Ciolacu II et Bolojan       | Sans      |